# Прямая и обратная предельная теорема
Важнейшими с точки зрения приложений характеристических функций к выводу асимптотических формул теории вероятностей являются две предельные теоремы — прямая и обратная. Эти теоремы устанавливают, что соответствие, существующее между функциями распределения и характеристическими функциями, не только взаимно однозначно, но и непрерывно.

## Прямая и обратная предельная теорема

### Прямая предельная теорема
Если последовательность функций распределения {\displaystyle F_{n}} слабо сходится к функции распределения {\displaystyle F} при {\displaystyle n\rightarrow \infty }, то последовательность соответствующих характеристических функций {\displaystyle \left\{f_{n}\right\}} сходится поточечно к характеристической функции {\displaystyle f}.
Иными словами
Если {\displaystyle F_{n}\left(x\right)\Rightarrow F\left(x\right)}, то {\displaystyle f_{n}\left(t\right)\rightarrow f\left(t\right)} в каждой точке {\displaystyle t}.

### Обратная предельная теорема
Пусть последовательность характеристических функций {\displaystyle \left\{f_{n}\right\}} сходится поточечно к функции {\displaystyle f}, непрерывной в точке 0. Тогда последовательность соответствующих функций распределения {\displaystyle F_{n}} слабо сходится к функции {\displaystyle F} и {\displaystyle f} является характеристической функцией, соответствующей функции распределения {\displaystyle F}.

## Доказательство прямой предельной теоремы
Доказательство этой теоремы непосредственно вытекает из второй теоремы Хелли и определения характеристической функции:
В качестве функции {\displaystyle g} возьмем {\displaystyle g\left(x\right)=e^{itx},x\in R}, а на {\displaystyle i} и {\displaystyle t} смотрим как на параметры.

## Замечание
Поточечную сходимость последовательности характеристических функций в этой теореме можно заменить равномерной сходимостью на любом компакте из {\displaystyle R}.

## Доказательство обратной предельной теоремы
Пусть {\displaystyle F_{n}} — последовательность функций распределения соответствующих последовательности характеристических функций {\displaystyle f_{n}}.
Из первой теоремы Хелли следует, что существует слабо сходящаяся подпоследовательность
{\displaystyle \left\{F_{n_{k}}\right\}\subset \left\{{F_{n}}\right\},} такая что {\displaystyle F_{n_{k}}\Rightarrow F}
Докажем, что {\displaystyle F} является функцией распределения. Для этого достаточно показать, что {\displaystyle F\left(+\infty \right)-F\left(-\infty \right)=1}
Для доказательства понадобится следующее неравенство: пусть {\displaystyle \xi } произвольная случайная величина, {\displaystyle f} — её характеристическая функция, тогда для любых {\displaystyle \tau >0} и {\displaystyle x>0}
{\displaystyle P\left(\left|\xi \right|\leq x\right)\geq {\frac {\left|{\frac {1}{2\tau }}\int _{-\tau }^{\tau }f\left(t\right)dt\right|-{\frac {1}{\tau x}}}{1-{\frac {1}{\tau x}}}}}
Положим {\displaystyle \tau x=2}, тогда неравенство примет вид
{\displaystyle P\left(\left|\xi \right|\leq x\right)\geq {\frac {\left|{\frac {1}{2\tau }}\int _{-\tau }^{\tau }f\left(t\right)dt\right|-{\frac {1}{2}}}{1-{\frac {1}{2}}}}=2\left|{\frac {1}{2\tau }}\int _{-\tau }^{\tau }f\left(t\right)dt\right|-1}
Докажем неравенство {\displaystyle P\left(\left|\xi \right|\leq x\right)\geq {\frac {\left|{\frac {1}{2\tau }}\int _{-\tau }^{\tau }f\left(t\right)dt\right|-{\frac {1}{\tau x}}}{1-{\frac {1}{\tau x}}}}}. Из определения характеристической функции и теоремы Фубини следует
{\displaystyle \left|{\frac {1}{2\tau }}\int _{-\tau }^{\tau }f\left(t\right)dt\right|=\left|{\frac {1}{2\tau }}\int _{-\tau }^{\tau }{\mathsf {M}}e^{it\xi }dt\right|=\left|{\frac {1}{2\tau }}{\mathsf {M}}\int _{-\tau }^{\tau }e^{it\xi }dt\right|=\left|{\frac {1}{2\tau }}{\mathsf {M}}{\frac {\sin {\tau \xi }}{\xi }}\right|=}
{\displaystyle =\left|{\frac {1}{\tau }}{\mathsf {M}}{\frac {\sin {\tau \xi }}{\xi }}\right|I_{\left\{\left|\xi \right|\leq x\right\}}+\left|{\frac {1}{\tau }}{\mathsf {M}}{\frac {\sin {\tau \xi }}{\xi }}\right|I_{\left\{\left|\xi \right|>x\right\}}\leq {\mathsf {M}}\left|{\frac {\sin {\tau \xi }}{\tau \xi }}\right|I_{\left\{\left|\xi \right|\leq x\right\}}+{\mathsf {M}}\left|{\frac {\sin {\tau \xi }}{\tau \xi }}\right|I_{\left\{\left|\xi \right|>x\right\}}\leq P\left(\left|\xi \right|\leq x\right)+{\frac {1}{\tau x}}\left(1-P\left(\left|\xi \right|\leq x\right)\right)}
Так как функция {\displaystyle f} непрерывна в точке {\displaystyle 0} и является поточечным пределом характеристических функций {\displaystyle \left\{f_{n}\right\}}, то {\displaystyle f\left(0\right)=1} и для любого {\displaystyle \varepsilon >0} существует такое {\displaystyle \tau _{0}>0}, что для всех {\displaystyle \tau } удовлетворяющих неравенству {\displaystyle 0<\tau \leq \tau _{0},} выполнено
{\displaystyle \left|{\frac {1}{2\tau }}\int _{-\tau }^{\tau }f\left(t\right)dt\right|>1-{\frac {\varepsilon }{4}}}
Из того, что {\displaystyle f_{n}\rightarrow f} при {\displaystyle n\rightarrow \infty } вытекает для всех {\displaystyle n>n_{0}} и для {\displaystyle \tau \in (0;\tau _{0}],}
{\displaystyle \left|{\frac {1}{2\tau }}\int _{-\tau }^{\tau }f_{n}\left(t\right)dt-{\frac {1}{2\tau }}\int _{-\tau }^{\tau }f\left(t\right)dt\right|<{\frac {\varepsilon }{4}}}
Из неравенств {\displaystyle \left|{\frac {1}{2\tau }}\int _{-\tau }^{\tau }f\left(t\right)dt\right|>1-{\frac {\varepsilon }{4}}} и {\displaystyle \left|{\frac {1}{2\tau }}\int _{-\tau }^{\tau }f_{n}\left(t\right)dt-{\frac {1}{2\tau }}\int _{-\tau }^{\tau }f\left(t\right)dt\right|<{\frac {\varepsilon }{4}}} следует, что для любых {\displaystyle n>n_{0}} и {\displaystyle \tau }, таких что {\displaystyle 0<\tau \leq \tau _{0}}
{\displaystyle \left|{\frac {1}{2\tau }}\int _{-\tau }^{\tau }f_{n}\left(t\right)dt\right|>1-{\frac {\varepsilon }{2}}}
Из неравенств {\displaystyle \left|{\frac {1}{2\tau }}\int _{-\tau }^{\tau }f_{n}\left(t\right)dt\right|>1-{\frac {\varepsilon }{2}}} и {\displaystyle \left|{\frac {1}{2\tau }}\int _{-\tau }^{\tau }f_{n}\left(t\right)dt-{\frac {1}{2\tau }}\int _{-\tau }^{\tau }f\left(t\right)dt\right|<{\frac {\varepsilon }{4}}} имеем
{\displaystyle F_{n_{k}}\left({\frac {2}{\tau }}\right)-F{n_{k}}\left(-{\frac {2}{\tau }}-0\right)\geq P\left(\left|\varepsilon _{n_{k}}\right|\leq {\frac {\tau }{2}}\right)\geq 2\left(1-{\frac {\varepsilon }{2}}\right)-1=1-\varepsilon },
для всех {\displaystyle n>n_{0}} и {\displaystyle 0<\tau \leq \tau _{0}}. Из последнего неравенства в силу произвольности {\displaystyle \tau } и {\displaystyle \varepsilon } получаем
{\displaystyle F\left(+\infty \right)-F\left(-\infty \right)=1}
то есть {\displaystyle F} — функция распределения. По прямой предельной теореме из доказанного следует
{\displaystyle f_{n_{k}}\left(t\right){\underset {n_{k}\rightarrow \infty }{\rightarrow }}\int _{-\infty }^{\infty }e^{itx}dF\left(x\right),t\in \mathbb {R} }
Но по условию теоремы
{\displaystyle f_{n}\left(t\right){\underset {n\rightarrow \infty }{\rightarrow }}f\left(t\right),t\in \mathbb {R} }
Следовательно
{\displaystyle f\left(t\right)=\int _{-\infty }^{\infty }e^{itx}dF\left(x\right)} — характеристическая функция, соответствующая функции распределения {\displaystyle F}
Докажем теперь, что
{\displaystyle F_{n}{\underset {n\rightarrow \infty }{\Rightarrow }}F}
Предположим противное, пусть
{\displaystyle F_{n}\nRightarrow F} при {\displaystyle n\rightarrow \infty }. Тогда существует {\displaystyle \left\{F_{m_{k}}\right\}\subset \left\{F_{n}\right\},F_{m_{k}}\Rightarrow F^{*},F^{*}\neq F}, причем {\displaystyle F} и {\displaystyle F^{*}} — функции распределения
По прямой предельной теореме имеем
{\displaystyle f_{n_{k}}\left(t\right)\rightarrow f\left(t\right),f_{m_{k}}\left(t\right)\rightarrow f^{*}\left(t\right),k\rightarrow \infty }
и по теореме единственности {\displaystyle f\left(t\right)\neq f^{*}\left(t\right)}, но этого не может быть, так как
{\displaystyle f_{n}\left(t\right){\underset {n\rightarrow \infty }{\rightarrow }}f\left(t\right)},
Следовательно
{\displaystyle f\left(t\right)=f^{*}\left(t\right)}
Теорема доказана.